# Eoscansor
Eoscansor is een geslacht van Synapsida dat tijdens het late Carboon leefde in het gebied van het huidige Noord-Amerika. De enige benoemde soort is Eoscansor cobrensis.

## Vondst en naamgeving
In 2005 werd bij Chama in Rio Arriba County, New Mexico in de Cañon del Cobre door het New Mexico Museum of Natural History and Science het skelet opgegraven van een kleine varanopide. De vondst werd in 2010 summier gemeld in de wetenschappelijke literatuur. Pas in 2015 begon de preparatie. De bestudering werd verder vertraagd door de Coronapandemie.
In 2022 werd de typesoort Eoscansor cobrensis benoemd en beschreven door Spencer G. Lucas, Larry F. Rinehart, Matthew D. Celeskey, David S. Berman en Amy C. Henrici. De geslachtsnaam is een combinatie van het Oudgrieks èoos, "dageraad", en het Neolatijn scansor, "klimmer", een verwijzing naar het zijn van de oudste bekende klimmende vorm van misschien wel de hele Amniota. De soortaanduiding verwijst naar de herkomst uit de Cobrekloof.
Het holotype, NMMNH P-75122, is gevonden in een laag van de El Cobre Canyon Formation die dateert uit het Kasimovien, 305 miljoen jaar oud. Het bestaat uit schedelfragmenten, een stuk dentarium van de onderkaak met zeven tanden, de atlas, de draaier, twee overige voorste halswervels, minstens tien ruggenwervels, two sacrale wervels, acht staartwervels, een stuk interclavicula, beide sleutelbeenderen, ribben, buikribben, de opperarmbeenderen, het rechterspaakbeen, de ellepijpen, beide handen, het linkerdarmbeen, het linkerzitbeen, het linkerschaambeen, de dijbeenderen, de scheenbeenderen, de kuitbeenderen en de voeten. Het betreft een jong onvolgroeid dier dat gedeeltelijk in anatomisch verband bewaard is gebleven in twee steenblokken.

## Beschrijving
De lengte van Eoscansor is geschat op 245 millimeter. De lengte tussen snuitpunt en einde romp bedraagt 125 millimeter. Het gewicht is geschat op 58,3 gram. Het dijbeen is slechts tweeëntwintig millimeter lang.
De beschrijvers stelden enkele onderscheidende kenmerken vast. Het zijn autapomorfieën, unieke onderscheidende eigenschappen, in dit geval voor de Varanopidae als geheel. De tanden zijn eenvoudig gebouwd, ietwat zijdelings afgeplat, licht gekromd en zonder kartelingen. De klauwen zijn lang, scherp gepunt, zijdelings afgeplat, met grote bulten voor de pezen van de krommende spieren en een relatief grote kromming van 92° voor zowel handklauwen als voetklauwen. De bovenste en voorlaatste kootjes zijn langwerpig. De som van de bovenste en voorlaatste kootjes maakt een hoge waarde uit als percentage van de lengte van hun metapodia, dus de middenhandsbeenderen of middenvoetsbeenderen. Het eerste middenhandsbeen of middenvoetsbeen is kort met een breed bovenste uiteinde.

## Fylogenie
Eoscansor is basaal in de Varanopidae geplaatst, maar zou volgens de beschrijvers ook het zustertaxon van die groep kunnen zijn. Ze bespraken de problematische notie dat varanopiden geen Synapsida zijn, maar Diapsida, doch verwierpen die.